# Românești (gmina w okręgu Botoszany)
Românești – gmina w Rumunii, w okręgu Botoszany. Obejmuje miejscowości Dămideni, Românești, Românești-Vale i Sărata. W 2011 roku liczyła 1944 mieszkańców.